# Björn Bjarnason

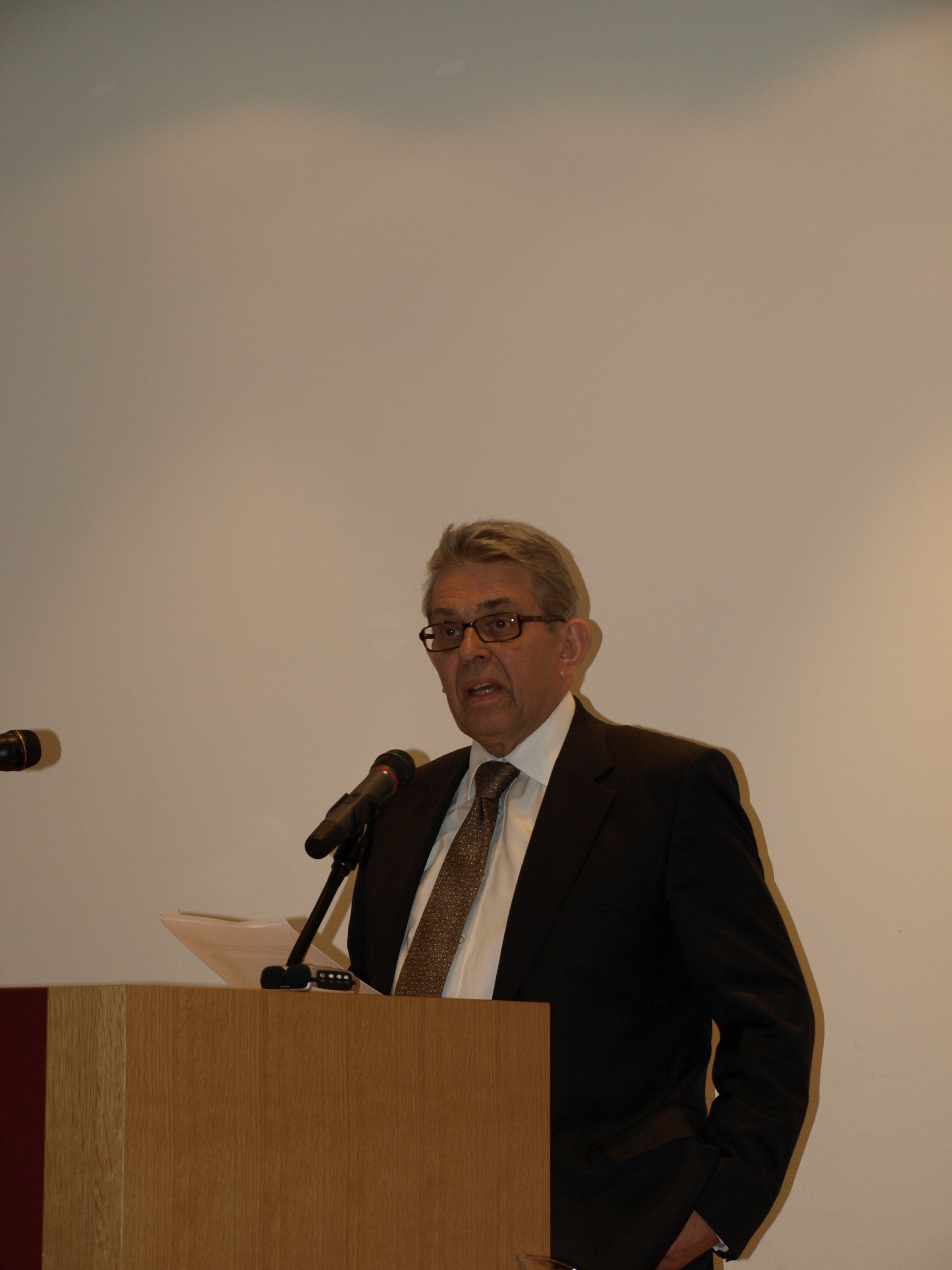
Björn Bjarnason (2008)

Björn Bjarnason (* 14. November 1944 in Reykjavík) ist ein isländischer Politiker (Unabhängigkeitspartei) und Journalist. Von 1995 bis 2009 war er zuerst Bildungsminister, anschließend Justizminister.

## Leben
Björn Bjarnason wurde in Reykjavík als Sohn des früheren Premierministers Bjarni Benediktsson geboren.
1971 beendete er das Rechtswissenschaftliche Studium an der Universität Islands als cand. jur. In den Folgejahren arbeitete er für Zeitungen wie Vísir und Morgunblaðið sowie im Büro des Premierministers. 1991 wurde er für die Unabhängigkeitspartei in das Isländische Parlament Althing gewählt. Am 23. April 1995 wurde er Bildungsminister. Von 23. Mai 2003 bis April 2009 war er Minister für Justiz und Religion.
Er ist verheiratet und hat zwei Kinder.